# 10.000 (tal)
 For alternative betydninger, se 10.000 (flertydig). (Se også artikler, som begynder med 10.000)
10000 (titusind) er:
- Det naturlige tal efter 9999, derefter følger 10001.
- Et heltal.
- Et lige tal.
- Et kvadrattal (1002)
- Et harshad-tal

Det nu udgåede SI-præfiks myria betød 10.000

## Udvalgte tal mellem 10.000 og 19.999

### 10.000-10.999
- 10.007 - Det mindste 5 cifrede primtal, primtalstvilling til 10.009
- 10.009 - Primtalstvilling til 10.007
- 10.080 - Antallet af minutter i en uge.